# Elisa Augusta da Conceição Andrade
Elisa Augusta da Conceição Andrade, född 1855, död ?, var en portugisisk läkare. Hon blev 1889 den första kvinnliga läkaren i Portugal.